# David Norris (polityk)
David Norris (irl. Daithí Norris; ur. 31 lipca 1944 w Leopoldville) – irlandzki społecznik, działacz na rzecz LGBT, nauczyciel akademicki i polityk. Stał się znany dzięki aktywnej kampanii, której celem było zniesienie ustawy określającej stosunki homoseksualne jako przestępstwo.

## Życiorys
Kształcił się St Andrew’s College, ukończył następnie studia z filologii angielskiej w Trinity College w Dublinie. Pracował jako nauczyciel akademicki na tej uczelni. Był też redaktorem magazynu literackiego „Icarus”. Długoletni działacz na rzecz LGBT, m.in. jako założyciel kampanii Campaign for Homosexual Law Reform, której celem była depenalizacja stosunków homoseksualizmu (ustawę uchylono ostatecznie w 1993).
W 1987 wszedł w skład Seanad Éireann, został wybrany jako reprezentant University of Dublin. Stał się pierwszym w Irlandii politykiem zajmującym wysokie stanowisko publiczne, będącym jawnym gejem. Reelekcję do wyższej izby irlandzkiego parlamentu uzyskiwał następnie w 1989, 1993, 1997, 2002, 2007, 2011, 2016 i 2020. Zrezygnował z mandatu w styczniu 2024.
Był niezależnym kandydatem na prezydenta Irlandii w wyborach w 2011. W pierwszej turze liczenia głosów otrzymał 6,2% poparcia, zajmując 5. miejsce wśród 7 kandydydatów.